# America First

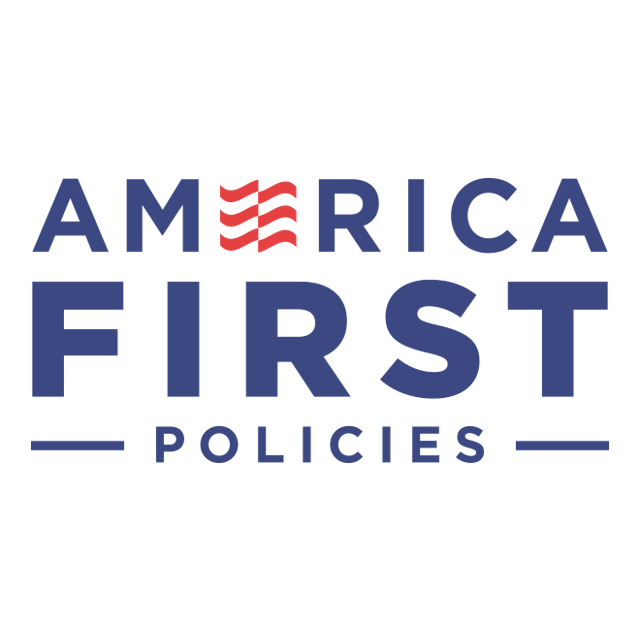
Logo del America First del presidente Donald Trump (2017)

America First (en español, traducción literal: «América primero», traducción no literal: «Estados Unidos primero») es un planteamiento sobre política exterior presente en Estados Unidos que en líneas generales aboga por el aislacionismo. Ideología recurrente en el pensamiento político de Estados Unidos, antes de la Primera Guerra Mundial era un término utilizado tanto por miembros del Partido Republicano como del Partido Demócrata, e incluso el presidente Woodrow Wilson lo utilizó para justificar la neutralidad del país durante gran parte de la Gran Guerra.
Este pensamiento ganó especial prominencia en el período de entreguerras (1918-1939) de la mano del America First Committee, un poderoso grupo de presión no intervencionista que se opuso a la entrada de Estados Unidos en la Segunda Guerra Mundial.
Relegado a posiciones secundarias de la política estadounidense después de la Segunda Guerra Mundial y durante la Guerra Fría, el America First reapareció como eslogan de campaña durante las elecciones presidenciales de 2016 y el posterior Gobierno del presidente Donald Trump, que caracterizó su política exterior por el retiro del país de importantes organizaciones y tratados internacionales. La política de «Estados Unidos primero» del presidente Trump fue descrita como un importante factor que agudizó el aislamiento internacional de Estados Unidos y sus críticos caricaturizaron el eslogan como America Alone (en español, «América a solas» o «Estados Unidos solo»).

## Historia

### Orígenes

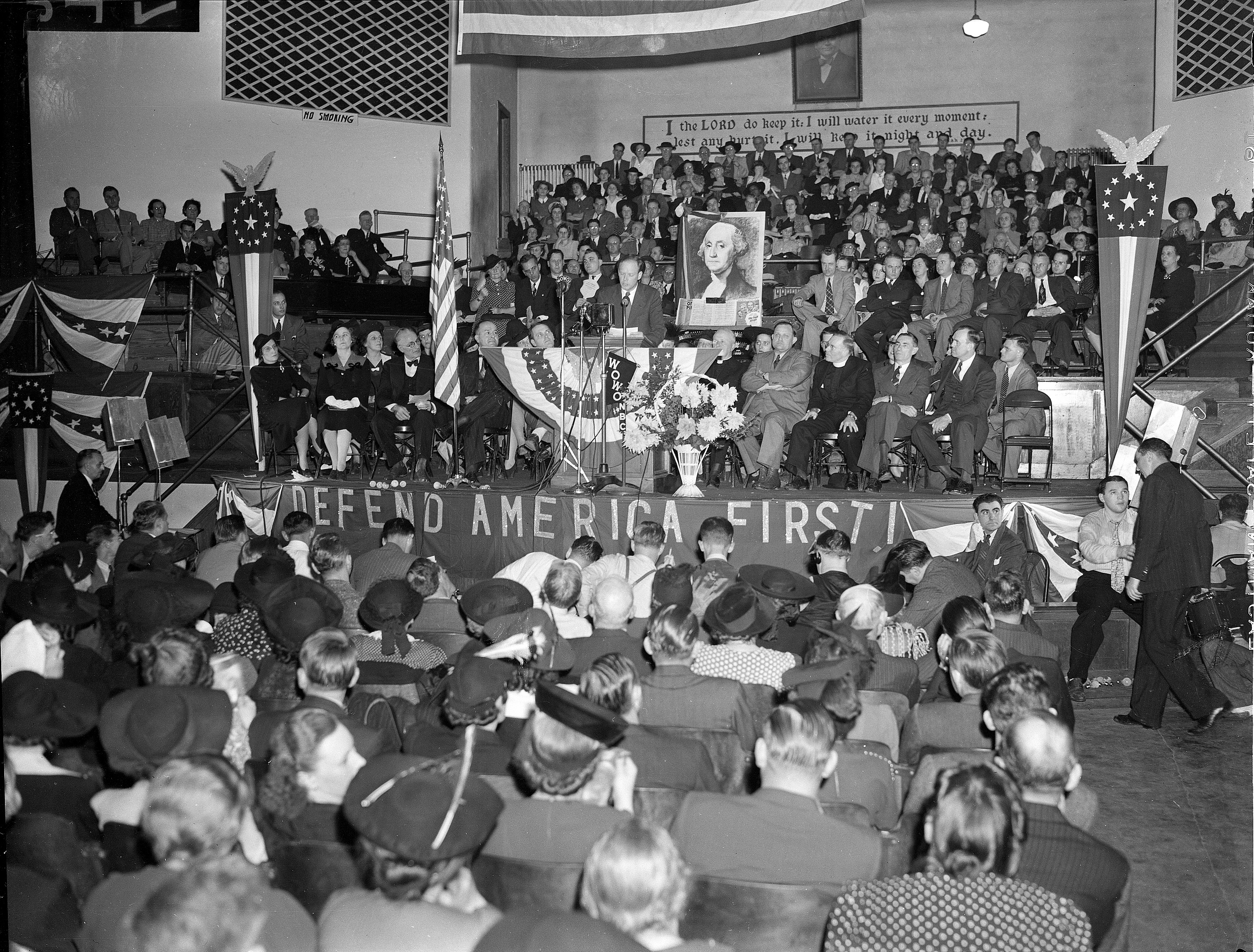
Charles Lindbergh se dirige a la multitud reunida en un mitin organizado por la AFC en Fort Wayne (Indiana) el 5 de octubre de 1941

America First es un término que ha sido utilizado como lema tanto por políticos demócratas como republicanos. Antes de la entrada de Estados Unidos en la Primera Guerra Mundial, el presidente Woodrow Wilson utilizaba este lema para definir la posición de neutralidad de su gobierno, al igual que el magnate de los medios de comunicación, William Randolph Hearst. El America First fue también el lema elegido por el senador republicano Warren G. Harding para su campaña en las elecciones presidenciales de 1920, de donde salió como vencedor.
El grupo de presión aislacionista America First Committee (AFC), una poderosa organización nacionalista contraria a la entrada de Estados Unidos en la Segunda Guerra Mundial, fue quien le dio al lema su mayor visibilidad. Con más de 800 000 militantes al corriente de pago repartidos en 450 capítulos según la propia organización, acabó popularizando entre la opinión pública el America First. Si bien el America First Committee fue en su origen un movimiento no jerárquico y con militantes de diversa procedencia, en sus últimos años ascendieron al liderazgo de la organización personas cuyas declaraciones se identificaron con postulados antisemitas y fascistas.
Décadas después, el lema fue recogido por el economista anarcocapitalista Murray Rothbard —como un «punto clave» de su «programa para un populismo de derechas»— en su artículo de enero de 1992 "Right-Wing Populism: A Strategy for the Paleo Movement", así como por el político conservador Pat Buchanan, quien elogió al America First Committee y declaró que «los logros de esa organización fueron monumentales».

### Presidencia de Donald Trump

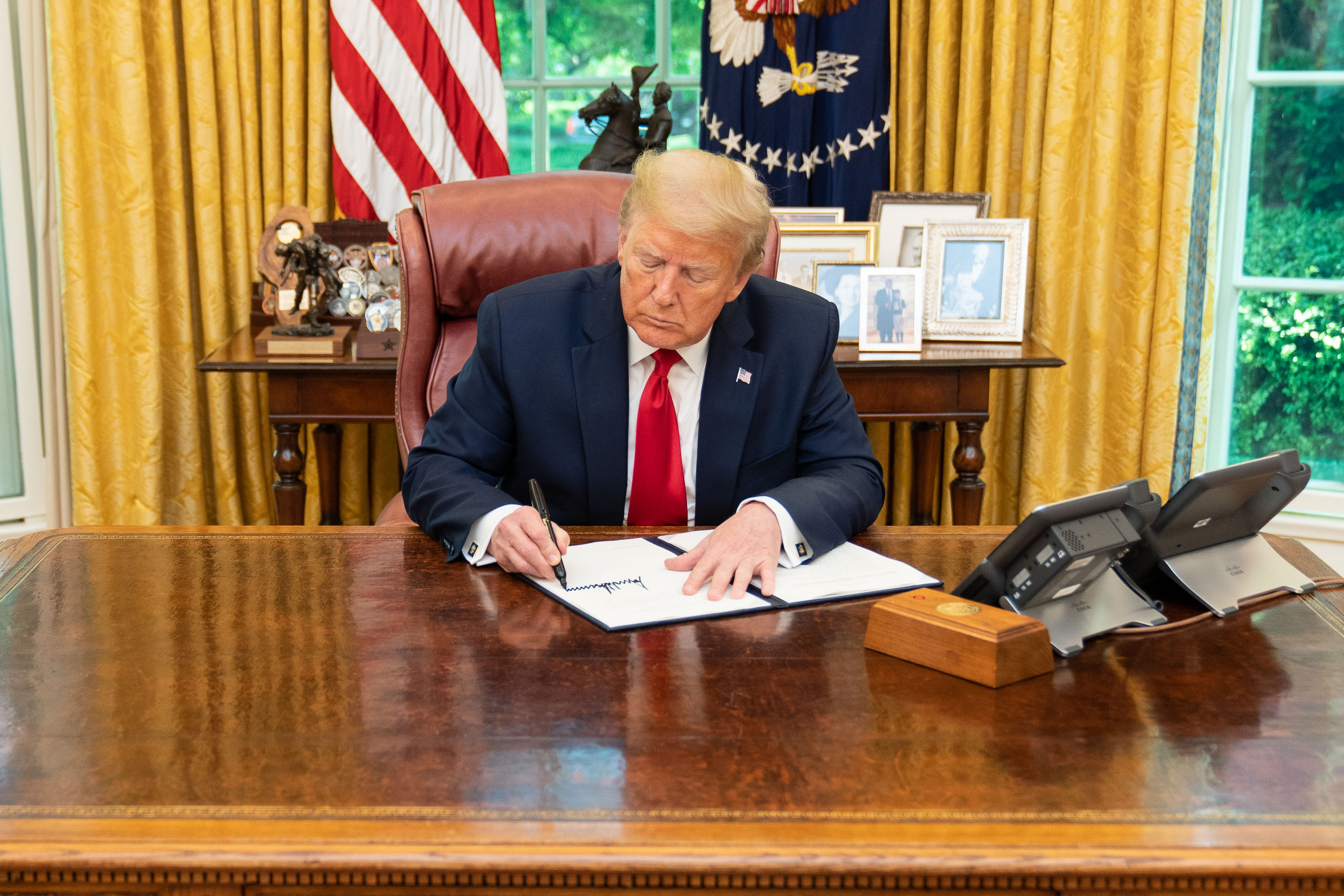
Donald Trump en el Despacho Oval de la Casa Blanca en junio de 2020

Donald Trump se presentó como candidato a las primarias presidenciales del Partido de la Reforma del año 2000, donde fue contrincante de Pat Buchanan. Trump revivió el lema utilizado por Buchanan en un artículo de opinión publicado en noviembre de 2015. En sus inicios, la campaña de Trump publicó un artículo donde elogiaba al candidato, definiéndole como «un nacionalista que busca poner a Estados Unidos en primer lugar». El director de la campaña, Corey Lewandowski, utilizó la frase para presentar a Trump y más tarde también publicó un libro de título homónimo. Sarah Palin o Chris Christie respaldaron al candidato bajo los postulados del America First. Trump más tarde incorporó el lema a su repertorio lingüístico habitual tras una entrevista con David E. Sanger para el New York Times en marzo de 2016.
En los meses siguientes, sin hacer referencia a su uso anterior por parte de Pat Buchanan o la AFC, el candidato Trump prometió que America First sería el tema fundamental y primordial de su administración, y defendió posiciones nacionalistas y antiintervencionistas; tras su victoria electoral, el lema se convirtió en la doctrina oficial de la política exterior de la Administración Trump. En 2017, el gobierno estadounidense propuso un presupuesto federal para 2018 con los eslóganes Make America Great Again y America First en su título. Este último hacía referencia a los incrementos presupuestarios en gasto militar, «seguridad nacional» y fondos para los veteranos, además de recortes en el gasto destinado a países extranjeros, todo con el objetivo de alcanzar el equilibrio presupuestario.
Algunos analistas sostienen que Trump no sostuvo posturas antiintervencionistas, ni nunca fue aislacionista. El columnista Daniel Larison de The American Conservative escribió que «Trump se apresuró a denunciar guerras anteriores como desastres, pero su queja sobre estas guerras fue que Estados Unidos no ‘obtenía’ nada tangible de ellas. Trump no veía nada malo en atacar a otros países, si no que lamentó que Estados Unidos no les hubiera quitado sus recursos, ni nunca pidió el fin de las guerras que aún estaban en curso, si no que solo habló de ganarlas». Para otros, Trump realizó críticas y políticas tanto económicas como diplomáticas con el fin de socavar a la Unión Europea. A pesar de lo anterior, otras fuentes describieron la política exterior estadounidense bajo la presidencia de Trump como un factor importante en el aislamiento internacional del país.